# Tour de France 1933
Il Tour de France 1933, ventisettesima edizione della Grande Boucle, si svolse in ventitré tappe tra il 27 giugno e il 23 luglio 1933, per un percorso totale di 4 395 km. 
Fu vinto per la prima ed unica volta dal passista-scalatore francese Georges Speicher (peraltro all'unico podio in carriera al Tour).
Nell'arco dello stesso anno solare, Speicher vincerà anche il campionato del mondo, diventando quindi il primo ciclista francese a vestire la prestigiosa maglia iridata ed il primo ciclista della storia ad ottenere la prestigiosa accoppiata Tour-Mondiale nella stessa annata.
La vittoria di Speicher al Mondiale avvenne peraltro in un modo quantomeno inaspettato, visto che inizialmente neanche era stato convocato dalla Nazionale, e che la convocazione avvenne solo a causa dell'infortunio del titolare Paul Chocque. 
Si trattò del tredicesimo trionfo per un corridore di casa nella storia del Tour de France.
Speicher, undicesimo transalpino ad aggiudicarsi la Grande Boucle, terminò le proprie fatiche sulle strade transalpine con il tempo di 147h51'37", precedendo in classifica due corridori di nazionalità italiana.
Nella seconda posizione della graduatoria generale si classificò il passista-cronoman mantovano Learco Guerra (al secondo ed ultimo podio nella Grande Boucle, dopo un'altra piazza d'onore conseguita nell'edizione del 1930).
Il passista-scalatore ligure/piemontese Giuseppe Martano (per la prima volta sul podio del Tour) si piazzò al terzo posto della classifica generale.

## Tappe
| Tappa  | Data      | Percorso                        | km   | Vincitore di tappa | Leader cl. generale |
| ------ | --------- | ------------------------------- | ---- | ------------------ | ------------------- |
| 1ª     | 27 giugno | Parigi > Lilla                  | 262  | Maurice Archambaud | Maurice Archambaud  |
| 2ª     | 28 giugno | Lilla > Charleville-Mézières    | 192  | Learco Guerra      | Maurice Archambaud  |
| 3ª     | 29 giugno | Charleville-Mézières > Metz     | 166  | Alfons Schepers    | Maurice Archambaud  |
| 4ª     | 30 giugno | Metz > Belfort                  | 220  | Jean Aerts         | Maurice Archambaud  |
| 5ª     | 1 luglio  | Belfort > Évian-les-Bains       | 293  | Léon Louyet        | Maurice Archambaud  |
|        | 2 luglio  | giorno di riposo                |      |                    |                     |
| 6ª     | 3 luglio  | Évian-les-Bains > Aix-les-Bains | 207  | Learco Guerra      | Antonin Magne       |
| 7ª     | 4 luglio  | Aix-les-Bains > Grenoble        | 229  | Learco Guerra      | Maurice Archambaud  |
| 8ª     | 5 luglio  | Grenoble > Gap                  | 102  | Georges Speicher   | Maurice Archambaud  |
| 9ª     | 6 luglio  | Gap > Digne-les-Bains           | 227  | Georges Speicher   | Georges Lemaire     |
| 10ª    | 7 luglio  | Digne-les-Bains > Nizza         | 227  | Fernand Cornez     | Georges Lemaire     |
|        | 8 luglio  | giorno di riposo                |      |                    |                     |
| 11ª    | 9 luglio  | Nizza > Cannes                  | 128  | Maurice Archambaud | Maurice Archambaud  |
| 12ª    | 10 luglio | Cannes > Marsiglia              | 208  | Georges Speicher   | Georges Speicher    |
| 13ª    | 11 luglio | Marsiglia > Montpellier         | 168  | André Leducq       | Georges Speicher    |
| 14ª    | 12 luglio | Montpellier > Perpignano        | 177  | André Leducq       | Georges Speicher    |
|        | 13 luglio | giorno di riposo                |      |                    |                     |
| 15ª    | 14 luglio | Perpignano > Ax-les-Thermes     | 158  | Jean Aerts         | Georges Speicher    |
| 16ª    | 15 luglio | Ax-les-Thermes > Luchon         | 165  | Léon Louyet        | Georges Speicher    |
| 17ª    | 16 luglio | Luchon > Tarbes                 | 91   | Jean Aerts         | Georges Speicher    |
| 18ª    | 17 luglio | Tarbes > Pau                    | 172  | Learco Guerra      | Georges Speicher    |
|        | 18 luglio | giorno di riposo                |      |                    |                     |
| 19ª    | 19 luglio | Pau > Bordeaux                  | 172  | Jean Aerts         | Georges Speicher    |
| 20ª    | 20 luglio | Bordeaux > La Rochelle          | 183  | Jean Aerts         | Georges Speicher    |
| 21ª    | 21 luglio | La Rochelle > Rennes            | 266  | Jean Aerts         | Georges Speicher    |
| 22ª    | 22 luglio | Rennes > Caen                   | 169  | René Le Grevès     | Georges Speicher    |
| 23ª    | 23 luglio | Caen > Parigi                   | 222  | Learco Guerra      | Georges Speicher    |
| Totale | Totale    | Totale                          | 4395 |                    |                     |

## Squadre e corridori partecipanti
| N.      | Cod.    | Squadra           |
| ------- | ------- | ----------------- |
| 1-8     | BEL     | Belgio            |
| 9-16    | ITA     | Italia            |
| 17-24   | CHE     | Svizzera          |
| 25-32   | DEU/AUT | Germania/ Austria |
| 33-40   | FRA     | Francia           |
| 101-140 | -       | Cicloturisti      |

## Resoconto degli eventi
Al Tour de France 1933 parteciparono 80 corridori, dei quali 40 giunsero a Parigi.
In questa edizione furono introdotti i Gran Premi della Montagna e la relativa classifica accessoria. Lo scopo di questa innovazione era di rendere ancora più interessanti le tappe di montagna; la classifica, diversamente di quella generale, veniva decisa in base ai punti.
Il belga Jean Aerts fu il corridore che vinse il maggior numero di frazioni (sei), in questa edizione del Tour. L'italiano Learco Guerra si impose in cinque tappe. I due quindi vinsero quasi la metà (undici) delle tappe previste (ventitré).
Il trionfatore del Tour Georges Speicher arrivò primo in tre tappe, nell'ultima di queste tre vittorie (dodicesima tappa) conquistò la maglia gialla, mantenendola fino a Parigi. Egli fu leader della classifica generale alla fine di dodici tappe (tutte le ultime) su un totale di ventitré.
Speicher fu il primo corridore della storia a centrare l'accoppiata Tour de France e mondiale nello stesso anno.
Durante la decima tappa molti corridori arrivarono fuori tempo massimo e l'organizzazione decise di alzare il limite dall'8% al 10% di ritardo rispetto al tempo del vincitore in quanto, se il limite fosse rimasto invariato, sarebbero rimasti in corsa solo 6 corridori.

## Classifiche finali

### Classifica generale - Maglia gialla
| Pos. | Corridore          | Squadra      | Tempo      |
| ---- | ------------------ | ------------ | ---------- |
| 1    | Georges Speicher   | Francia      | 147h51'37" |
| 2    | Learco Guerra      | Italia       | a 4'01"    |
| 3    | Giuseppe Martano   | Cicloturisti | a 5'08"    |
| 4    | Georges Lemaire    | Belgio       | a 15'45"   |
| 5    | Maurice Archambaud | Francia      | a 21'22"   |
| 6    | Vicente Trueba     | Cicloturisti | a 27'27"   |
| 7    | Léon Level         | Cicloturisti | a 35'19"   |
| 8    | Antonin Magne      | Francia      | a 36'37"   |
| 9    | Jean Aerts         | Belgio       | a 42'53"   |
| 10   | Kurt Stöpel        | Germania     | a 45'28"   |

### Classifica scalatori
| Pos. | Corridore        | Squadra      | Punti |
| ---- | ---------------- | ------------ | ----- |
| 1    | Vicente Trueba   | Cicloturisti | 134   |
| 2    | Antonin Magne    | Francia      | 81    |
| 3    | Giuseppe Martano | Cicloturisti | 78    |